# المصينعة (شبوة)
المصينعة هي أحد مراكز الجمهورية اليمنية. تتبع جغرافيا لمحافظة شبوة وإداريًا لمديرية الصعيد.
يحدها من الشمال مديرية عتق ومن الغرب جباه والحنك من مديرية نصاب ومن الجنوب سلسلة جبال كور العوالق ومن الشرق مقبلة والصعيد يبلغ تعداد سكانها 4106 نسمة حسب الإحصاء الذي أجري عام 2004. ويقدر عدد السكان الآن بحوالي20,000 الف نسمة.
وتقع المصينعة على ثلاثة أودية هي وادي مذاب ووادي سرع ووادي خمار ويمتهن أكثر اهلها الزراعة وتربية النحل والاغنام.ويسكنها قبيلة الطواسل وال سليمان وال لحامده ومشايخ ال خشعة
وتضم المصينعة عددا من القرى والمطارح هي سرع والسر والخشعة وخمار والبديع ومطرح ٱل شملول وبحر والسمرة ويشتمل سرع على مطارح الموردة وحلاب وطفة والعجمة والدخول ومطرح ٱل الهيج ومطرح ٱل بوغاسقة
ويضم السر مطارح الصرار وجول العمود وغول البقرة والزيادة ولشعرية والصلابة وبالحي وغمرة ومطرح الخبلة
وتظم الخشعة الغول والمافود وخنزر
اما خمار فيظم جول القسيبيل ومعمع والصلبة وحلبان والسويدا والمجزع.